# Cyclolejeunea chitonia
Cyclolejeunea chitonia là một loài Rêu trong họ Lejeuneaceae. Loài này được (Taylor ex Gottsche, Lindenb. & Nees) A. Evans mô tả khoa học đầu tiên năm 1904.